# Ailer Piroska
Ailer Piroska (Gyoma, 1975. április 26. –) magyar gépészmérnök, katonatiszt, főiskolai tanár, rektor.

## Élete
A szegedi Radnóti Miklós Kísérleti Gimnázium speciális matematika tagozatára járt, ahol 1993-ban érettségizett. Repülőgépész diplomáját 1998-ban szerezte a Budapesti Műszaki és Gazdaságtudományi Egyetem Közlekedésmérnöki Karán. Végzését követően hivatásos állományba került került a Magyar Honvédségnél, Kecskeméten vadászgépekkel foglalkozott. Doktori értekezését 2003-ban - még katonatisztként - a BME Kandó Kálmán Doktori Iskolában védte meg, témája a kisteljesítményű gázturbinák modellezése és nemlineáris irányítása volt. 2005-től 2013-ig a Knorr-Bremse konszern kecskeméti gyárában, majd  egy évig a Hasse&Wrede fejlesztőmérnökeként dolgozott.
1998 óta oktat, kezdetben a BME Repülőgépek és Hajók Tanszékén. 2000-től a Zrínyi Miklós Nemzetvédelmi Egyetem Bolyai János Katonai Műszaki Kar Repülő Sárkány-hajtómű Tanszékén külsős oktatóként, 2005 előtt pedig - még katonatisztként - a Szolnoki Repülő Műszaki Főiskolán is tanított.
Szorgalmazója volt a Kecskeméti Főiskola Járműtechnológiai Tanszéke létrehozásának, illetve a duális képzés bevezetésének - ez utóbbi azt jelenti, hogy a hallgatók tanidejük felében szerződéses vállalatoknál gyakorlati képzésben részesülnek. Szerepe volt a környék gyáraival - elsősorban a Mercedes-Benz Manufacturing Hungaryval - való jó kapcsolat kialakításában, 
2011. november 1-jén kinevezték a Kecskeméti Főiskola Járműtechnológiai Tanszékének megbízott vezetőjévé. 2013-ban lett a Kecskeméti Főiskola rektora, aminek körülményei visszhangot váltottak ki a sajtóban is, ugyanis a szenátus nem őt, hanem Steklács Jánost támogatta 11:6 arányban, Balog Zoltán azonban mégis Ailert választotta, noha voltak olyan vélekedések, hogy mind az oktatói tapasztalata, mind a publikációinak száma alapján ez a kinevezés még korai volt. A főiskolából alakított rövid életű Pallasz Athéné Egyetemen is Ailer volt az ideiglenes vezető, majd 2017. január 1-től a hamarosan Neumann János Egyetem nevet választó intézmény rektorává nevezték ki.